# Norwalk (Ohio)
Norwalk és una població dels Estats Units a l'estat d'Ohio. Segons el cens del 2000 tenia 16.238 habitants.

## Demografia
Segons el cens del 2000, Norwalk tenia 16.238 habitants, 6.377 habitatges, i 4.234 famílies. La densitat de població era de 752,6 habitants/km².
Dels 6.377 habitatges en un 34,7% hi vivien nens de menys de 18 anys, en un 49,9% hi vivien parelles casades, en un 12,7% dones solteres, i en un 33,6% no eren unitats familiars. En el 28,5% dels habitatges hi vivien persones soles l'11,9% de les quals corresponia a persones de 65 anys o més que vivien soles. El nombre mitjà de persones vivint en cada habitatge era de 2,49 i el nombre mitjà de persones que vivien en cada família era de 3,06.
Per edats la població es repartia de la següent manera: un 27,9% tenia menys de 18 anys, un 9,1% entre 18 i 24, un 28,9% entre 25 i 44, un 19,8% de 45 a 60 i un 14,2% 65 anys o més.
L'edat mediana era de 34 anys. Per cada 100 dones de 18 o més anys hi havia 86,1 homes.
La renda mediana per habitatge era de 37.778 $ i la renda mediana per família de 45.789 $. Els homes tenien una renda mediana de 36.582 $ mentre que les dones 22.165 $. La renda per capita de la població era de 18.519 $. Aproximadament el 6,8% de les famílies i el 8,8% de la població estaven per davall del llindar de pobresa.

## Poblacions més properes
El següent diagrama mostra les poblacions més properes.